# Santa Ana de Chiquitos
Santa Ana ist eine Ortschaft im Departamento Santa Cruz im südamerikanischen Anden-Staat Bolivien.

## Lage im Nahraum
Santa Ana ist der zentrale Ort des Kanton Santa Ana de Chiquitos im Municipio Carmen Rivero Tórrez in der Provinz Germán Busch. Santa Ana liegt auf einer Höhe von 148 m an der west-östlich verlaufenden Eisenbahnlinie, die von Santa Cruz nach Puerto Quijarro an der bolivianisch-brasilianischen Grenze führt.

## Geographie
Santa Ana liegt im bolivianischen Teil des Pantanal, einem der größten Binnenland-Feuchtgebiete der Erde. Bei Santa Ana durchbricht der Bachlauf des Quebrada La Canoa einen von Nordwesten nach Südosten verlaufenden Höhenzug, der im nordwestlichen Abschnitt als Serranía Santiago bei Roboré bis auf 1230 m ansteigt, und in seiner südöstlichen Fortsetzung als Serranía del Cármen noch eine Höhe von 346 m erreicht.
Die mittlere Durchschnittstemperatur der Region liegt bei etwa 26 °C (siehe Klimadiagramm Puerto Suárez) und schwankt nur unwesentlich zwischen 22 und 23 °C im Juni und Juli und 28–29 °C von Oktober bis Februar. Der Jahresniederschlag beträgt knapp über 1000 mm, bei einer kurzen Trockenzeit im Juni und August mit Monatsniederschlägen unter 30 mm, und einer Feuchtezeit von November bis März mit jeweils über 100 mm Monatsniederschlag.

## Verkehrsnetz
El Carmen liegt in einer Entfernung von 533 Straßenkilometern südöstlich von Santa Cruz, der Hauptstadt des Departamentos.
Die Stadt liegt an der über 1500 Kilometer langen Nationalstraße Ruta 4, die ihren Anfang in Tambo Quemado an der chilenischen Grenze nimmt, in West-Ost-Richtung das gesamte Land durchquert und über Cochabamba, Santa Cruz und Roboré nach Santa Ana und weiter über El Carmen Rivero Tórrez nach Puerto Suárez und Puerto Quijarro führt und über die brasilianische Grenze in die Stadt Corumbá.

## Bevölkerung
Die Einwohnerzahl der Ortschaft ist in den vergangenen beiden Jahrzehnten auf die Hälfte zurückgegangen:
| Jahr | Einwohner | Quelle       |
| ---- | --------- | ------------ |
| 1992 | 318       | Volkszählung |
| 2001 | 257       | Volkszählung |
| 2012 | 158       | Volkszählung |